# 119. Infanterie-Division (Deutsches Kaiserreich)
Die 119. Infanterie-Division war ein Großverband der Preußischen Armee im Ersten Weltkrieg.

## Gefechtskalender
Die Division wurde am 16. März 1915 aufgestellt und kämpfte bis Mai 1917 an der Ostfront. Dann verlegt sie an die Westfront, wo sie bis Kriegsende verblieb. Sie trat anschließend den Rückmarsch in die Heimat an, wo sie am 19. Dezember 1918 schließlich aufgelöst wurde.

### 1915
- 25. März bis 23. April – Reserve der OHL
- 23. bis 30. April – Aufmarsch der 11. Armee
- 01. bis 3. Mai – Schlacht von Gorlice-Tarnów
- 04. bis 23. Mai – Verfolgungskämpfe nach der Schlacht von Gorlice-Tarnów
  - 16. bis 23. Mai – Übergang über den San
- 24. bis 26. Mai – Kämpfe bei Radymno und am San
- 27. Mai bis 7. Juni – Kämpfe um Przemyśl
- 12. bis 15. Juni – Durchbruchschlacht von Lubaczów
- 22. Juni bis 16. Juli – Verfolgungskämpfe an der galizisch-polnischen Grenze
- 16. bis 18. Juli – Durchbruchschlacht von Krasnostaw
- 19. bis 28. Juli – Kämpfe im Anschluss an die Durchbruchsschlacht von Krasnostaw
- 29. bis 30. Juli – Durchbruchsschlacht von Biskupice
- 31. Juli bis 19. August – Verfolgungskämpfe vom Wieprz bis zum Bug
- 18. bis 24. August – Angriff auf Brest-Litowsk
  - 19. August bis 4. September – Verfolgungskämpfe zwischen Bug und Jasiolda
- 04. bis 12. September – Kämpfe an der Jasiolda und an der Zelwianka
- 13. bis 18. September – Schlacht bei Slonim
- 19. bis 24. September – Kämpfe an der oberen Schtschara-Serwetsch
- ab 25. September – Stellungskämpfe an der oberen Schtschara-Serwetsch

### 1916
- bis 21. März – Stellungskämpfe an der oberen Schtschara-Serwetsch
- 22. März bis 30. April – Schlacht am Narotsch-See
- 22. März bis 25. Juni – Stellungskämpfe zwischen Krewo-Smorgon-Narotsch-See und Tweretsch
- 02. bis 7. Juli – Kämpfe südöstlich Tlumacz
- 02. bis 9. Juli – Schlacht von Baranowitschi (Teile der Division)
- 07. Juli bis 6. August – Stellungskämpfe südöstlich Tlumacz
- 10. Juli bis 9. August – Schlacht bei Baranowitschi-Gorodischtsche (Teile der Division)
- 08. bis 13. August – Kämpfe östlich und nördlich Stanislau
- 13. August bis 15. September – Stellungskampf an der Bystrzyca
- ab 15. September – Stellungskämpfe an der Narajowka, zwischen Narajowka und Zlota Lipa und an der Ceniowka

### 1917
- bis 2. Mai – Stellungskämpfe an der Narajowka, zwischen Narajowka und Zlota Lipa und an der Ceniowka
- 02. bis 8. Mai – Transport nach dem Westen
- 08. bis 30. Mai – Grenzschutz an der belgisch-holländischen Grenze
- 27. Mai bis 20. Oktober – Schlacht in Flandern
- 22. Oktober bis 20. November – Grenzschutz an der belgisch-holländischen Grenze
- ab 20. November – Kämpfe in der Siegfriedstellung
  - 20. bis 29. November – Schlacht von Cambrai

### 1918
- bis 31. Januar – Kämpfe in der Siegfriedstellung
- 01. Februar bis 20. März – Stellungskämpfe im Artois und Aufmarsch zur Großen Schlacht in Frankreich
- 21. März bis 6. April – Große Schlacht in Frankreich
  - 21. bis 23. März – Durchbruchschlacht Monchy-Cambrai
  - 24. bis 25. März – Schlacht bei Bapaume
- 07. bis 16. April – Kämpfe zwischen Arras und Albert
- 17. bis 18. April – Schlacht bei Armentières
- 20. bis 30. April – Stellungskämpfe in Flandern und Artois
- 01. Mai bis 4. August – Stellungskämpfe in Französisch-Flandern und Artois
- 08. bis 20. August – Abwehrschlacht zwischen Somme und Avre
- 22. August bis 2. September – Schlacht Albert-Péronne
- 03. bis 7. September – Kämpfe vor der Siegfriedfront
- 08. September bis 8. Oktober – Abwehrschlacht zwischen Cambrai und St. Quentin
- 09. bis 13. Oktober – Kämpfe vor und in der Hermannstellung
- 18. bis 24. Oktober – Nachhutkämpfe zwischen Yser und Lys
- 25. Oktober bis 1. November – Schlacht an der Lys
- 05. bis 11. November – Rückzugskämpfe vor der Antwerpen-Maas-Stellung
- 12. November bis 19. Dezember – Räumung des besetzten Gebietes und Marsch in die Heimat

## Gliederung
- 237. Infanterie-Brigade
  - Infanterie-Regiment „Graf Kirchbach“ (1. Niederschlesisches) Nr. 46
  - 3. Posensches Infanterie-Regiment Nr. 58
  - Reserve-Infanterie-Regiment Nr. 46
  - 3. Eskadron/Ulanen-Regiment „Kaiser Alexander III. von Rußland“ (Westpreußisches) Nr. 1
  - 4. Eskadron/Jäger-Regiment zu Pferde Nr. 1
  - Feldartillerie-Regiment Nr. 237
  - Pionier-Bataillon Nr. 237

### Kriegsgliederung vom 20. März 1918
- 237. Infanterie-Brigade
  - Infanterie-Regiment „Graf Kirchbach“ (1. Niederschlesisches) Nr. 46
  - 3. Posensches Infanterie-Regiment Nr. 58
  - Reserve-Infanterie-Regiment Nr. 46
  - Sturmabteilung Nr. 119
  - MG-Scharfschützen-Abteilung Nr. 15
  - 4. Eskadron/Jäger-Regiment zu Pferde Nr. 1
- Artillerie-Kommandeur Nr. 119
  - Feldartillerie-Regiment Nr. 237
  - 1. Bataillon/Fußartillerie-Regiment Nr. 27
- Pionier-Bataillon Nr. 119
- Divisions-Nachrichten-Kommandeur Nr. 119

## Kommandeure
| Dienstgrad                   | Name                      | Datum                                    |
| ---------------------------- | ------------------------- | ---------------------------------------- |
| Generalmajor                 | Karl von Behr             | 16. März 1915 bis 5. September 1916      |
| Generalmajor/Generalleutnant | Paul Grünert              | 06. September 1916 bis 13. November 1917 |
| Generalmajor                 | Karl Wilhelm Oskar Berger | 14. November 1917 bis 23. August 1918    |
| Generalmajor                 | Eduard von Jena           | 23. August bis 3. September 1918         |
| Generalleutnant              | Gustav Hagenberg          | 04. September 1918 bis Kriegsende        |